# Benjamin Zé Ondo
Benjamin Zé Ondo (1987. június 18. –) gaboni labdarúgó, az ES Sétif hátvédje, de az algériai élvonalbeli klub középpályásként is bevetheti.

## Klubcsapatban
Profi pályafutását hazájában az US Bitam csapatában kezdte. 2013-ban igazolt az algériai élvonalban szereplő ES Sétif csapatához. Ott volt a 2014-es FIFA-klubvilágbajnokságon is. Az Auckland City FC ellen 1–0-ra elvesztett negyeddöntőn a kispadon ült. A Western Sydney Wanderers ellen büntetőkkel megnyert meccset viszont végigjátszotta.

## Válogatottban
2011-ben mutatkozott be a gaboni labdarúgó-válogatottban. Jorge Costa szövetségi kapitány nevezte a 2015-ös afrikai nemzetek kupája-keretbe.

## Posztja
Hátvédként és középpályásként is szerepel.